# Deutsche Forschungsanstalt für Segelflug

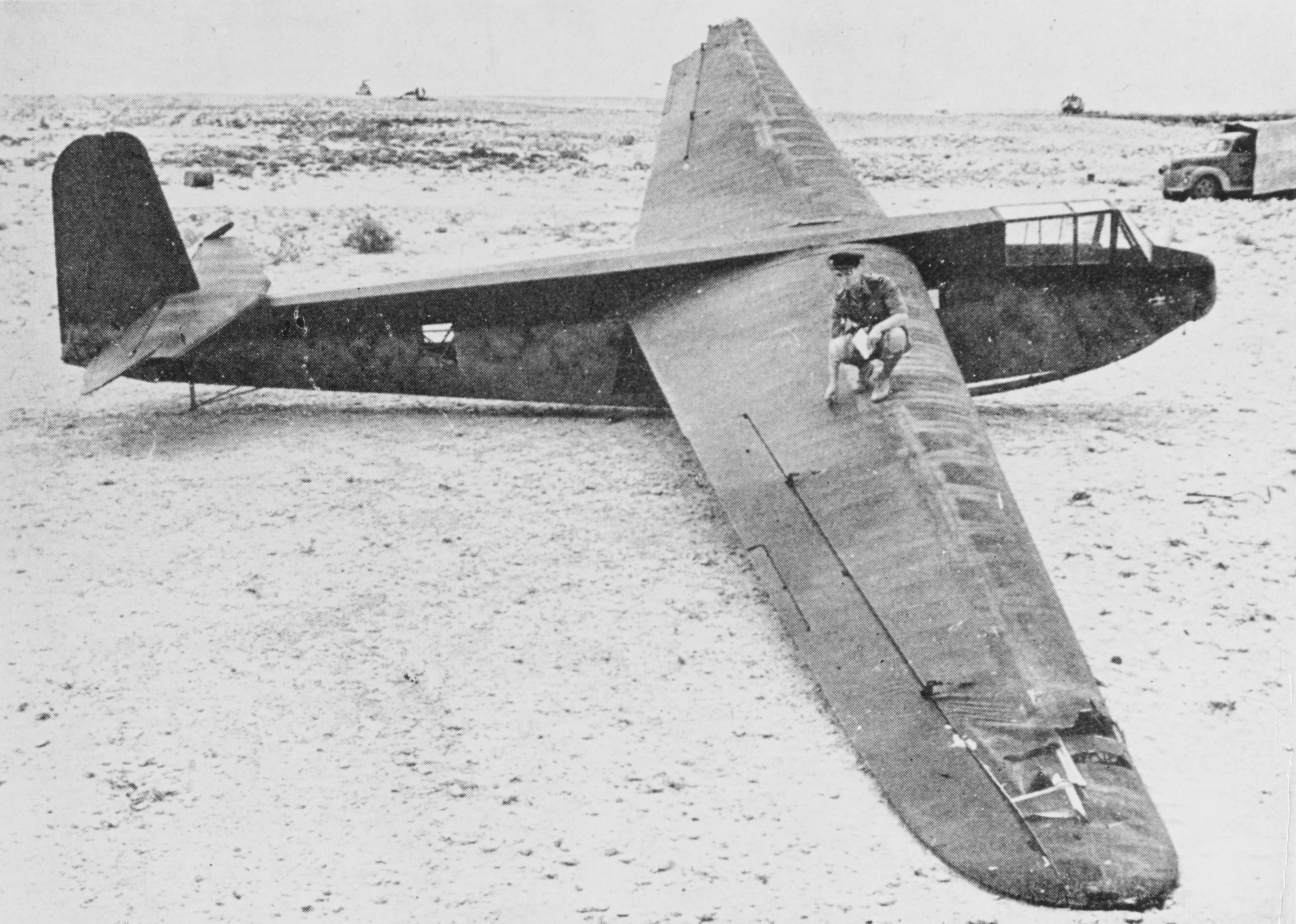
Szybowiec DFS 230 zniszczony w Północnej Afryce

Deutsche Forschungsanstalt für Segelflug (DFS) – niemiecki instytut badawczy i konstrukcyjny zajmujący się zagadnieniami szybownictwa. W czasie II wojny światowej zajmował się testowaniem i rozwojem konstrukcji lotniczych na rzecz Luftwaffe.

## Historia
Instytut powstał w 1935 r. Był kontynuatorem przedsiębiorstwa Rhön-Rossitten-Gesellschaft (RRG), które w latach 1925–1933 w Wasserkuppe badało możliwości rozwoju szybownictwa. Na jego czele stanął profesor Walter Georgii.
DFS został podzielony na kilka instytutów: instytutem meteorologicznym kierował prof. Georgii, instytutem szybownictwa inż. Hans Jacobs, instytutem rozwoju bezogonowych statków powietrznych kierował prof. Alexander Lippisch. Ponadto funkcjonowały w nim instytut rozwoju przyrządów i instytut badań lotniczych, prowadzono badania w tunelu aerodynamicznym oraz nad zagadnieniami zdalnego sterowania statków powietrznych.
Dojście do władzy Adolfa Hitlera i plany odbudowy Luftwaffe sprawiły, że w III Rzeszy szybownictwo zaczęto traktować jako tanią formę szkolenia pilotów wojskowych. Deutsche Forschungsanstalt für Segelflug kontrolował i kierował rozwojem niemieckiego szybownictwa oraz sprawował nadzór nad budową prototypów i produkcją seryjną szybowców. DFS angażował się w rozwój sportu szybowcowego w Niemczech. 22 lipca 1934 r. prof. Georgii otworzył XV Zawody Szybowcowe w Rhön. W 1935 r. DFS zatrudniał już ok. 40 pracowników naukowych oraz ok. 80 pracowników technicznych, a jego siedziba mieściła się w dwupiętrowym budynku. Na terenie Niemiec, staraniem DFS, została utworzona sieć niewielkich szkół szybowcowych szkolących pilotów w zakresie podstawowych umiejętności (ówczesne kategorie pilotów szybowcowych A i B). Ich uzupełnieniem były doskonale wyposażone szybowiska zapewniające możliwość doskonalenia umiejętności. Ponadto DFS dysponował własnym zespołem pilotów doświadczalnych, w skład którego wchodzili Heini Dittmar, Erich Wiegmeyer i Hanna Reitsch jako pilot holujący. W dniach 12–28 października 1935 r. DFS wzięło udział w pierwszym międzynarodowym Salonie lotniczym w Mediolanie. W ramach stoiska niemieckiego prezentowano dokonania Instytutu. W późniejszych latach w DFS pracowano nad rozwojem szybowców, Instytut stał się uznanym ośrodkiem badań nad zagadnieniem stworzenia motoszybowca.

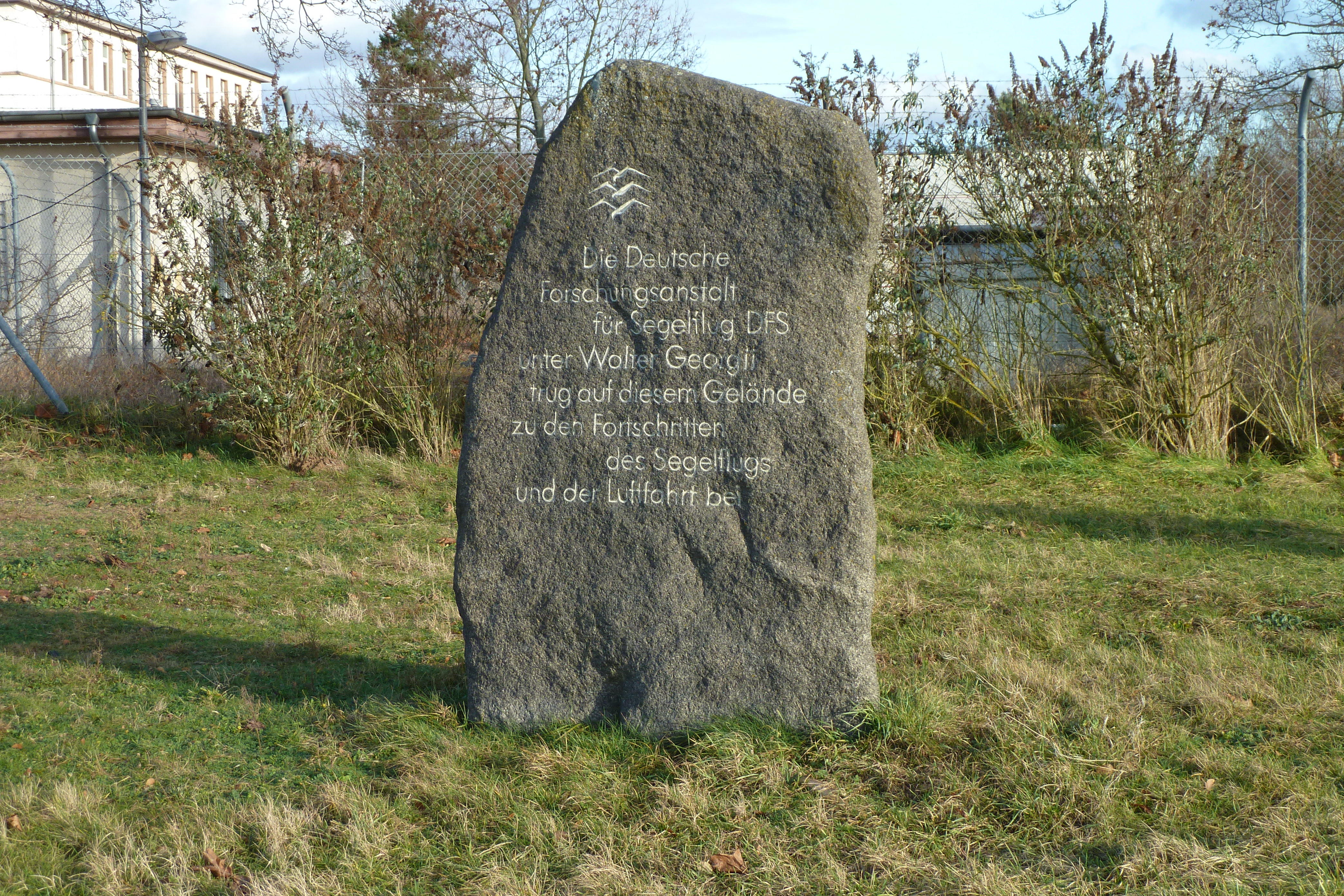
Upamiętnienie Deutsche Forschungsanstalt für Segelflug w Darmstadt

Pod kierownictwem prof. Alexandra Lippischa dostosowano w DFS doświadczalny szybowiec Obs do badania atmosfery. Był zdolny do zabrania na pokład bogatej aparatury badawczej oraz obsługującego ją operatora. Jego prezentacja oficerom Luftwaffe doprowadziła do zainteresowania wojska możliwością zbudowania szybowca desantowego. Wdrożone następnie prace konstrukcyjne doprowadziły do powstania szybowca DFS 230 zdolnego do przewiezienia pilota i 9 żołnierzy desantu.
Zbudowane szybowce pierwszej serii zostały przekazane do Ausbildungdkommando für Lastensegelflug, doświadczalnego oddziału szybowców transportowych. W Darmstadt, na lotnisku DFS, opracowano koncepcję użycia szybowców transportowych oraz szkolono pilotów na potrzeby niemieckiej armii. Opracowane zasady użycia oraz doświadczenia z eksploatacji wykorzystano podczas spektakularnego ataku na belgijski fort Eben-Emael.
W późniejszych latach DFS przekształcił swój profil działalności i ukierunkował się na badania i testy związane z rozwojem konstrukcji militarnych. W 1944 r. DFS został przeniesiony do Ainring, gdzie powstał duży kompleks lotniczy zajmujący się badaniami nad rozwojem nowych rodzajów broni. Instytut dysponował lotniskami w Ainring, Hörsching i Neuburg an der Donau. Ponadto wykorzystywano ośrodki testowe Luftwaffe, w tym Rechlin i Tarnewitz. Ponadto pracowano nad badaniem niekonwencjonalnych urządzeń. Jednym z nich był Personenabwurfgerät (PAG) – pojemnik do zrzutu trzech osób z wyposażeniem osobistym. Miał być przeznaczony do operacji specjalnych, m.in. wykonywanych przez osoby nie mające przeszkolenia spadochronowego. Badania nad zagadnieniem holowania szybowców transportowych za pomocą samolotów słabosilnikowych montowanych na grzbiecie szybowca doprowadziły w DFS do stworzenia i opracowania Mistela. W trakcie prac wypracowano założenia konstrukcyjne tego układu oraz zasady jego użycia jako niekierowanych bomb latających.

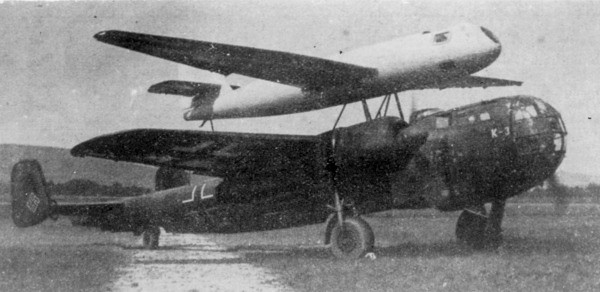
DFS 228 na samolocie-nosicielu Do 217

W DFS eksperymentowano z nowatorskimi rozwiązaniami związanymi z wykorzystaniem szybowców. Jednym z nich był pomysł sztywnego holu, który miał umożliwić holowanie w trudnych warunkach atmosferycznych oraz dać możliwość tworzenia zespołów holowniczych (Schlepperverband). Innowacyjnym rozwiązaniem był inny typ holu (Tragschlepp), który pozwalał prototyp statku powietrznego podwiesić pod samolot holowniczy i badać jego zachowanie w prawdziwym locie, a nie w tunelu aerodynamicznym. Kolejnymi badanymi zagadnieniami było skracanie długości drogi lądowania za pomocą rakiet hamujących oraz pionowe lądowanie szybowca Gotha Go 345 z wykorzystaniem spadochronu. Inną nowatorską koncepcję zastosowania szybowców reprezentował DFS 228, który w założeniu miał być wysokościowym szybowcem rozpoznawczym o pułapie lotu 20 000 m oraz umożliwiającym penetrację terytorium nieprzyjaciela na głębokość 700 km. W szybowcu planowano zastosować pomocniczy napęd rakietowy oraz nowatorską kabinę ciśnieniową zachowującą hermetyczność do pułapu 30 000 m.
Dla zwiększenia zasięgu samolotów prowadzone były badania nad systemami umożliwiającymi tankowanie w powietrzu. W 1944 r. przeprowadzono udane  próby z dostosowanymi do roli samolotów-cystern Ju 90, które zaopatrywały w locie w paliwo samoloty Focke-Wulf Fw 58. Do kolejnego cyklu prób w 1944 r. wykorzystano maszyny Junkers Ju 290, jednakże przerwano je z uwagi na chroniczny brak benzyny lotniczej.

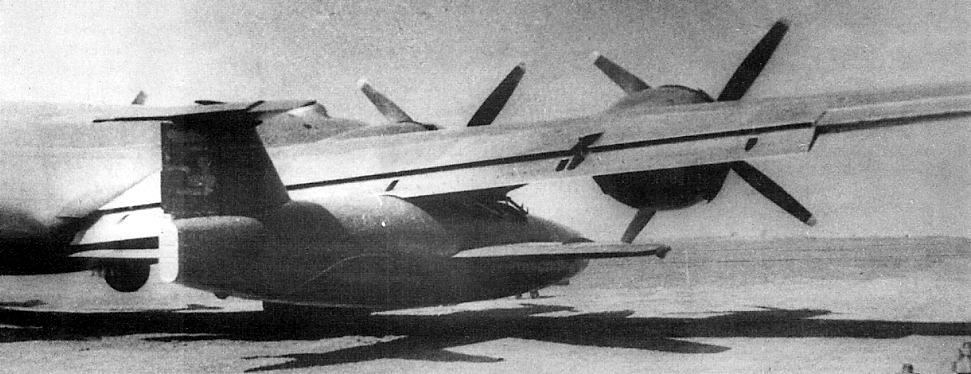
DFS 346 zbudowany i testowany w ZSRR

Posiadane wyposażenie oraz doświadczona kadra pilotów doświadczalnych sprawiła, że DFS powierzono zadanie opracowanie samobójczej wersji pocisku V-1 Reichenberg. Badania w locie tej eksperymentalnej maszyny przeprowadzała Hanna Reitsch. W końcowym okresie II wojny światowej testowano tam całkowicie eksperymentalne konstrukcje, tj. Messerschmitt Me 328 i Bachem Ba 349. Ponadto DFS powierzano zadania badań nad lotem na ekstremalnych wysokościach oraz zagadnieniem przekroczenia bariery dźwięku (do tego celu opracowywano koncepcję samolotu DFS 346 o skośnych skrzydłach). Był to okres największego rozwoju Instytutu, który wówczas zatrudniał ok. 1000 pracowników. Upadek III Rzeszy zakończył działalność Deutsche Forschungsanstalt für Segelflug.

## Opracowane konstrukcje

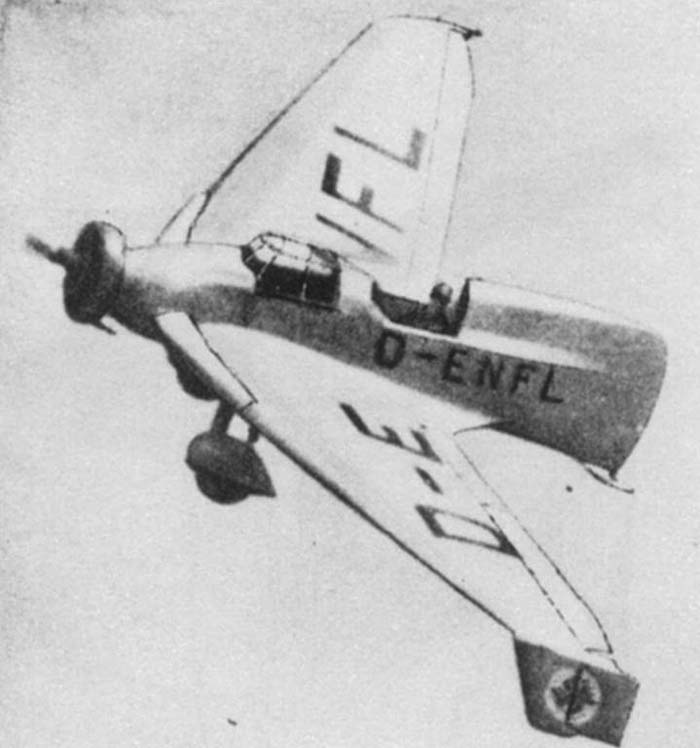
DFS 39

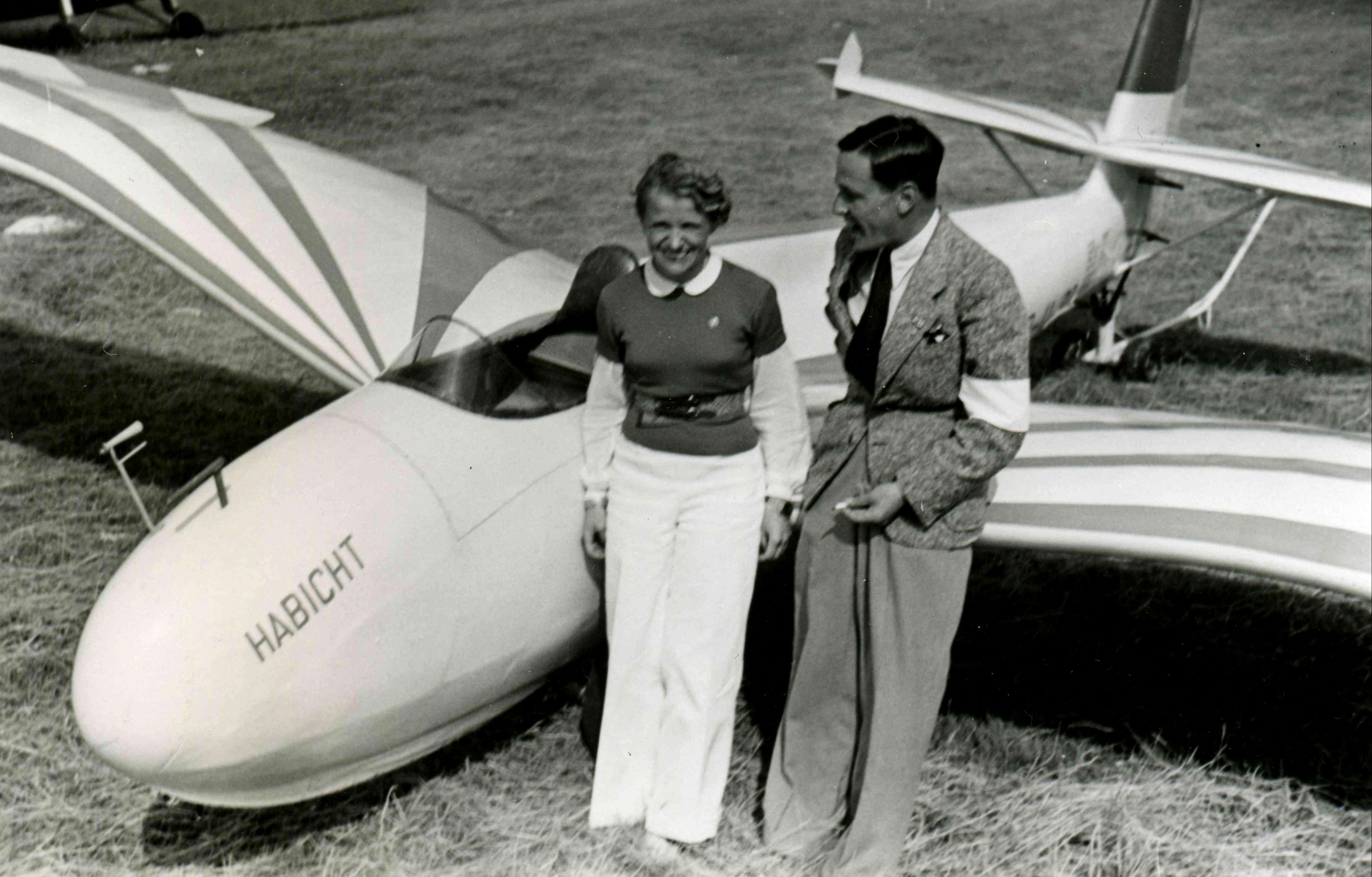
DFS Habicht

- DFS Fafnir(inne języki)
- DFS 39
- DFS 40(inne języki)
- DFS 42(inne języki)
- DFS 193(inne języki)
- DFS 194
- DFS 203
- DFS 228
- DFS 230
- DFS 331
- DFS 332(inne języki)
- DFS 346
- DFS 582
- DFS Seeadler(inne języki)
- DFS Habicht(inne języki)
- DFS Reiher(inne języki)
- DFS Weihe(inne języki)
- DFS Kranich
- DFS Rhönsperber
- DFS Olympia Meise